# Armada de la República de Vietnam

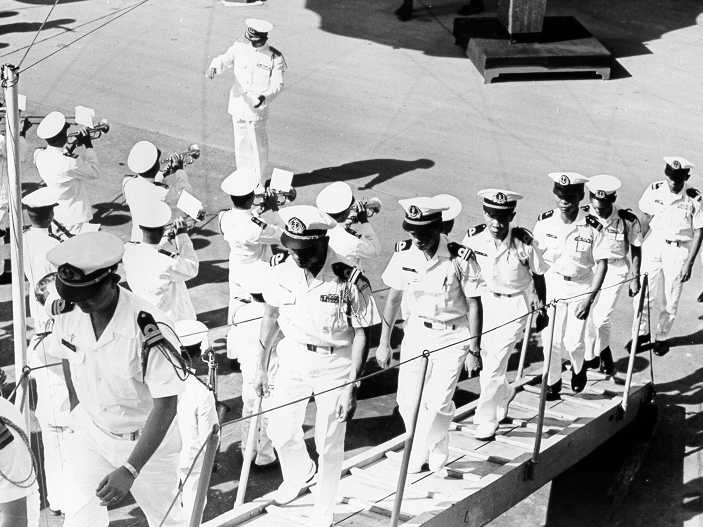
Oficiales y contramaestres de la Armada sudvietnamita abordan su nuevo buque, el cúter guardacostas Bering Strait (WHEC-382), que fue transferido a la ARVN como la fragata Trần Quang Khải (HQ-02).

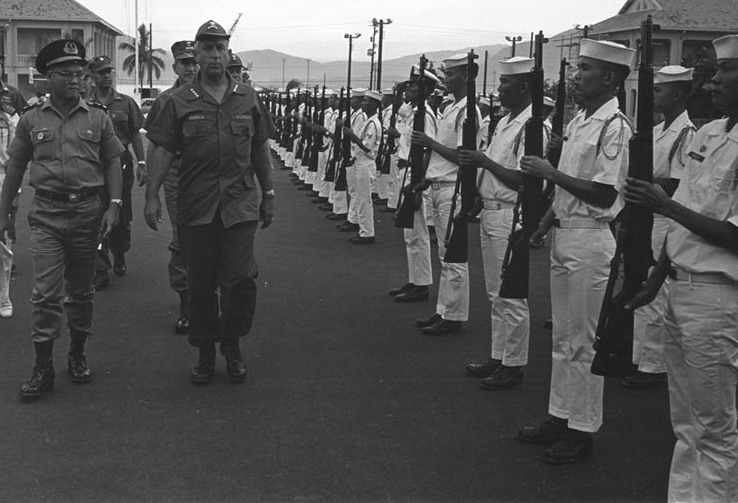
El Comodoro Trần Văn Chơn, Jefe de Operaciones Navales (a la izquierda), y el Almirante Thomas H. Moorer, Jefe de Operaciones Navales de la Armada de Estados Unidos (al centro, izquierda), inspeccionan a unos marineros sudvietnamitas que se encargarán de las operaciones de patrullaje fluvial en lugar de la Armada estadounidense, hacia septiembre de 1969. Obsérvese los fusiles M1 Garand que llevan los marineros.

La Armada de la República de Vietnam (ARVN; Hải quân Việt Nam Cộng hòa en vietnamita) era la fuerza naval de las Fuerzas Militares de la República de Vietnam, las Fuerzas Armadas de Vietnam del Sur, que existió desde 1952 hasta 1975. La primigenia flota consistía en navíos franceses. Después de 1955 y con la transferencia del control de la Armada a los vietnamitas, la flota fue aprovisionada por Estados Unidos. Con asistencia estadounidense, la ARVN pasó a ser la Armada más grande del sudeste asiático, con 42.000 hombres y mujeres, 672 buques de asalto anfibio, 20 dragaminas, 450 lanchas patrulleras, 56 embarcaciones auxiliares y 242 juncos.

## Historia

### Fundación
Los orígenes de la ARVN se remontan a 1952, con la Armada francesa. En 1954, según los Acuerdos del Elíseo, los franceses entregaron el control de las Fuerzas Armadas a los vietnamitas. Pero a solicitud del gobierno vietnamita, continuaron al mando de la Armada hasta el 20 de agosto de 1955. Para aquel entonces, la Armada tenía unos 2.000 hombres, con 22 buques. Entonces los vietnamitas recibieron asistencia para desarrollar la ARVN por parte del Grupo de Asesoría y Asistencia Militar de Estados Unidos.

### Fuerza Costera
En 1956, los norvietnamitas empezaron a infiltrar hombres y armas en el territorio de Vietnam del Sur por vía marítima. En respuesta, la ARVN creó la Fuerza Costera de Juncos (Luc Luong Hai Thuyen en vietnamita), compuesta por juncos tripulados por hombres de las Fuerzas Regionales irregulares y pescadores del lugar reclutados ad hoc, para patrullar las aguas alrededor de la Zona Desmilitarizada. Esta fuerza fue conocida más tarde como los Grupos Costeros (Duyen doan en vietnamita), que patrullaban toda la línea de costa de 1.900 km de longitud. Esta fuerza estaba bajo el control de los mandos las zonas militares regionales en lugar de la Armada, no siendo incorporada en la ARVN hasta 1965, teniendo para aquel entonces más de 100 embarcaciones.

### Expansión de la ARVN
| Año  | Personal | Navíos |
| ---- | -------- | ------ |
| 1955 | 2,000    | 22     |
| 1961 | 5,000    | 220    |
| 1964 | 8,100    | ?      |
| 1967 | 16,300   | 639    |
| 1973 | 42,000   | 1,400  |

A fines de la década de 1950, la ARVN estaba siendo modernizada y desarrollada, recibiendo buques y entrenamiento por parte de la Armada de Estados Unidos. Para 1961, la ARVN tenía una fuerza de 23 buques, siendo los más grandes los buques de asalto anfibio LSM, 197 lanchas y 5.000 hombres. Esto era insuficiente para detener la creciente amenaza de infiltraciones del enemigo y el período comprendido entre los años 1962 y 1964 estuvo marcado por una rápida expansión; se fundaron cuarteles de entrenamiento, bases de reparación e instalaciones de apoyo; se mejoraron los equipos y redes de comunicación; se reforzó la organización y los procedimientos administrativos. El número de buques se incrementó a 44 y el de personal a 8.100 hombres.
Este proceso continuó y para fines de 1967, el personal de la ARVN se había incrementado a 16.300 hombres, con 65 buques, junto a 232 navíos del Grupo de Asalto Fluvial (GAF), 290 juncos y 52 embarcaciones misceláneas. Durante 1968, la ARVN dio prioridad al mejoramiento y expansión de sus programas de entrenamiento anticipándose a ganar una mayor responsabilidad en el esfuerzo de guerra así como obtener beneficios adicionales por parte de Estados Unidos. Para fines de 1968, se habían formulado planes para la transferencia de la mayoría de bienes que la Armada estadounidense tenía en Vietnam del Sur.

### Vietnamización
A inicios del 1969, el presidente Richard Nixon adoptó formalmente la política de "Vietnamización". La sección naval, llamada ACTOV ("Accelerated Turnover to the Vietnamese"; transferencia acelerada a los vietnamitas en inglés), involucraba la transferencia por fases a Vietnam del Sur de la flota fluvial y costera estadounidense, así como el mando operativo sobre diversas operaciones. A mediados de 1969, la ARVN tomó la responsabilidad de las operaciones de asalto fluvial cuando la Fuerza Fluvial Móvil estadounidense detuvo sus operaciones y transfirió 64 lanchas de asalto fluvial a la ARVN. Para fines de 1970, la Armada estadounidense había cesado todas sus operaciones en Vietnam del Sur, transfiriendo un total de 293 lanchas patrulleras fluviales y 224 lanchas de asalto fluvial a la ARVN.
Durante 1970 y 1971, Estados Unidos también transferió el control de las patrullas costeras y de alta mar a la ARVN. El Comando Naval estadounidense también transferió cuatro cúteres guardacostas, un buque radar para escolta de destructores, un LST y diversos navíos para control de puerto, minadores y apoyo. Para agosto de 1972, la ARVN tomó la responsabilidad de patrullar toda la línea de costa cuando recibió las últimas 16 instalaciones de radar costero estadounidenses.
Además de los buques y embarcaciones, Estados Unidos transferió bases de apoyo. El primer cambio de mando ocurrió en noviembre de 1969 en Mỹ Tho, y el último en abril de 1972 en Nhà Bè, Bình Thủy, la bahía de Cam Ranh y Đà Nẵng. Para 1973, la ARVN tenía 42.000 hombres y más de 1.400 buques y embarcaciones.

### El fin
En 1973 y 1974, como consecuencia de los Acuerdos de paz de París, Estados Unidos redujo drásticamente su apoyo financiero a las Fuerzas Armadas sudvietnamitas. La ARVN se vio obligada a reducir sus operaciones a la mitad, reduciendo en un 70% sus actividades de patrulla y combate fluvial. A fin de ahorrar suministros, se puso en dique seco a 22 buques y más de 600 embarcaciones fluviales y portuarias.
El 19 de enero de 1974, cuatro buques de la ARVN se enfrentaron a cuatro buques de la Armada Popular de Liberación china por la posesión de las islas Paracel, a 370 km (200 millas náuticas) al este de Đà Nẵng. El buque de la ARVN Nhựt Tảo (HQ-10) fue hundido, el Lý Thường Kiệt (HQ-16) fue gravemente dañado y los Trần Khánh Dư (HQ-4) y Trần Bình Trọng (HQ-5) tuvieron daños menores. Los chinos capturaron y ocuparon las islas.
En la primavera de 1975, las fuerzas norvietnamitas ocuparon todo el norte y el centro de Vietnam del Sur, para finalmente caer Saigón el 30 de abril de 1975. Sin embargo, el Capitán Kiem Do planificó en secreto y llevó a cabo la evacuación de una flotilla de 35 navíos de la ARVN y otras embarcaciones, con 30.000 marineros, sus familias y otros civiles a bordo, uniéndose a la Sétima Flota de Estados Unidos cuando zarpó rumbo a la bahía de Súbic en Filipinas. La mayoría de buques sudvietnamitas entraron más tarde en servicio con la Armada Filipina, aunque el LSM Lam Giang (HQ-402), la barcaza cisterna HQ-474 y el cañonero Kéo Ngựa (HQ-604) fueron hundidos después de llegar a mar abierto y transferir sus pasajeros y tripulantes a otros buques.

## Organización

### Comando de la Flota
El Comando de la Flota de la ARVN respondía directamente ante el Jefe de Operaciones Navales por la preparacíon de los buques y embarcaciones. El Comandante de la Flota asignaba y programaba barcos para operar en las Zonas costeras, fluviales y la Zona Especial de Rung Sat. Todos los buques del Comando de la Flota tenían su base en Saigón y normalmente regresaban ahí luego de su despliegue. Cuando eran desplegados, el control operativo era asumido por el respectivo comandante zonal y los buques operaban desde los siguientes puertos:
- Zona Costera I - Đà Nẵng
- Zona Costera II - Nha Trang/Qui Nhơn
- Zona Costera III - Vũng Tàu/Cần Thơ/Châu Đức
- Zona Costera IV - An Thoi/Phú Quốc
- Zona Especial de Rung Sat - Nhà Bè

### Flotillas
La ARVN estaba organizada en dos flotillas: una flotilla de patrulla y una flotilla de logística. La Flotilla I estaba compuesta de buques patrulleros, organizados en cuatro escuadrones. Estos incluían barcos auxiliares LSSL y lanchones de desembarco LSIL, que normalmente solo operaban en Zonas Fluviales o la Zona Especial de Rung Sat;aunque en ocasiones eran asignados a las cuatro zonas costeras. Las misiones operativas precisaban que la mitad de la flotilla de patrulla fuese desplegada en todo momento, con un buque habitualmente pasando entre 40 a 50 días en el mar durante cada patrulla. Los buques de patrulla del Comando de la Flota asignados a las zonas fluviales ofrecían fuego de apoyo de artillería naval, además de patrullar los principales ríos navegables. Una unidad de patrulla fluvial fue asignada como escolta de convoyes en el río Mekong hacia y desde la frontera con Camboya.
La Flotilla II estaba compuesta por buques logísticos, divididos en dos escuadrones, que apoyaban las unidades navales y las bases a lo largo de Vietnam del Sur. Los buques logísticos estaban bajo el control administrativo del Comandante de la Flota, y bajo el control operativo del Jefe de Logística de la ARVN, que seguía las órdenes del Comando Central de Logística del Comando Conjunto.

### Equipo de Demolición Subacuática
La Armada estadounidense entró a la Guerra de Vietnam en 1958, cuando sus Equipos de Demolición Subacuática (EDS) enviaron una pequeña embarcación río arriba por el Mekong hasta Laos. En 1961, los asesores navales estadounidenses empezaron a entrenar al EDS de la ARVN. Estos hombres eran llamados Liên Đoàn Người Nhái (LDNN), que se traduce aproximadamente como "soldados que luchan bajo el mar".
El EDS también llevó a cabo registros hidrográficos en las lagunas costeras de Vietnam del Sur.
Más tarde, los EDS apoyaron a los Grupos Anfibios que operaban en los ríos de Vietnam del Sur. Los EDS tripulaban lanchas patrulleras fluviales y desembarcaban para demoler obstáculos y búnkeres enemigos. Estos destacamientos operaron a lo largo de Vietnam del Sur, desde el delta del Mekong, el Pico de Loro y como observadores de artillería en el Canal francés dentro del Cuerpo I, hasta el estuario Song Cui Dai al sur de Đà Nẵng.

### Entrenamiento
La base de entrenamiento de la ARVN consistía en un Buró de Entrenamiento ubicado en su Cuartel General, con centros de entrenamiento ubicados en Saigón, Nha Trang y la bahía de Cam Ranh.

### Astillero naval de Saigón

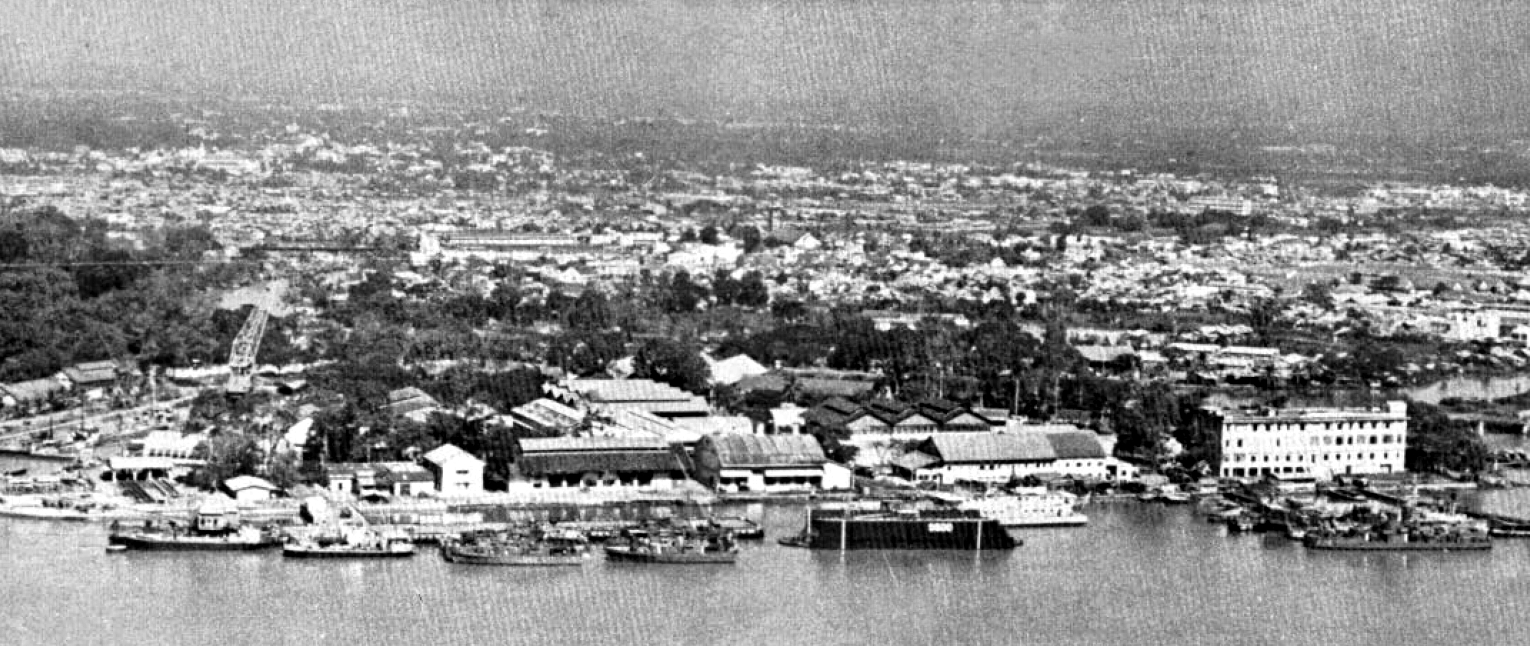
El astillero naval de Saigón, 1968.

El Astillero naval de Saigón (230.000 m²) representaba el más grande complejo industrial del sudeste asiático. El astillero había sido creado por los franceses en 1863 como una importante base de reparaciones y reabastecimiento. En 1969, 1.800 hombres trabajaban en éste, reparando y dando mantenimiento a los navíos, permitiéndole a la ARVN mantener sus continuas patrullas en la costa.

## Comandantes de la ARVN
- Teniente Coronel (después Coronel) Lê Quang Mỹ, 1955–1957
- Teniente Coronel Trần Văn Chơn, 1957–1959
- Coronel Hồ Tấn Quyền, 1959–1963
- Coronel (después Comodoro) Chung Tấn Cang, 1963–1965
- Coronel Trần Văn Phấn, 1965–1966
- Teniente General Cao Văn Viên, septiembre – noviembre de 1966
- Coronel (después Comodoro) Trần Văn Chơn, 1966–1974
- Comodoro Lâm Nguơn Tánh, 1974–1975
- Vicealmirante Chung Tấn Cang, 24 de marzo – 29 de abril de 1975